# NGC 1410
NGC 1410 (други обозначения – UGC 2821, MCG 0-10-12, ZWG 391.28, KCPG 93B, VV 729, 3ZW 55, PGC 13556) е елиптична галактика (E) в съзвездието Телец.
Обектът присъства в оригиналната редакция на „Нов общ каталог“.